# نهاس برتقالي الصدر
نهاس برتقالي الصدر (الاسم العلمي: Harpactes oreskios) هو نوع من الطيور يتبع الفصيلة النهاسبة.